# 曹徽
曹 徽（そう き、? - 正始3年（242年））は、中国後漢末期から三国時代の人物。魏の皇族。父は曹操。母は宋姫。

## 生涯
叔父の朗陵哀侯曹玉の後を継いだ。建安22年（217年）、歴城侯に封じられた。建安25年（220年）に父の曹操が亡くなったが、喪に服さずに狩りに臨んだことから、属官の高堂隆に諫言されたという。
黄初2年（221年）、歴城公に昇進。その後、廬江王・寿張王（のち改め寿張県王）を経て、太和6年（232年）にはまた東平王に国替えされた。
青龍2年（234年）、属官に寿張県の役人を鞭打たせていたことが問題となり、所管の役人に上奏された。1県500戸が削られることになったが、同年内に元に戻された。
正始3年（242年）正月に死去。霊王と諡され、子の曹翕が後を継いだ。
羅貫中の小説『三国志演義』には登場しない。